# Blastocaulon
Blastocaulon  Ruhland é um género botânico pertencente à família Eriocaulaceae.

## Espécies
- Blastocaulon albidum
- Blastocaulon postratum
- Blastocaulon rupestre
- Blastocaulon scirpeum
- Blastocaulon speleicola